# 14-та радіотехнічна бригада (Україна)
14-та радіотехнічна бригада імені Богдана Хмельницького (14 РТБр, в/ч А1620) — військове з'єднання радіотехнічних військ у складі Повітряних Сил ЗС України. Штаб дислокується у Одесі. Структурно належить до Повітряного командування «Південь». Раніше належало до 60 корпусу ППО ЗСУ.
Бригада забезпечує охорону повітряного простору на півдні України. Підрозділи бригади беруть участь у російсько-українській війні.

## Історія
У 1992 році, після розпаду СРСР, особовий склад 14-ї радіотехнічної бригади Радянської армії склав військову присягу на вірність українському народові.
З березня 1992 року, з призначенням на посаду першого українського командира бригади підполковника Клімова Сергія Борисовича, бригада інтенсивно комплектувалася етнічними українцями, які поверталися на Батьківщину з усіх країн СНД.
Відбуваються зміни в бойовому та чисельному складі бригади. Підрозділи бригади, які дислокувалися на території Молдови (206 ртб в складі 2 орлр, 740 ртб в складі 3 орлр), передаються до складу Збройних Сил Молдови. Але, завдяки рішучим та патріотичним діям командира 68 ртб (м. Ізмаїл) підполковника Кударя В. І., з підпорядкованої 707 орлр (м. Кагул), яка дислокувалася на території Молдови, був виведений особовий склад з етнічних українців та вивезені на територію України всі матеріально-технічні засоби, майно, новітнє обладнання і ОВТ.
Вдовж державного кордону з Молдовою, розгортаються та розбудовуються нові українські прикордонні радіотехнічні підрозділи: орлр (Кодима), ртб (Котовськ), орлр (Фрунзівка, Лиманське). Орлр (Вознесенськ) перебазовується на фонди зенітного ракетного дивізіону до Старої Богданівки. Орлр (Скадовськ) передислоковується на нову побудовану бойову позицію з покращеними бойовими можливостями. З острова Зміїний, на материк, виводиться окремий радіолокаційний вузол, а фонди підрозділу передаються Прикордонним військам України.
Завершується розгортання на КП ртбр нової АСУ та покращується система видачі бойової та розвідувальної інформації на КП 60 корпусу ППО України, в з'єднання, частини та підрозділи ВА і ЗРВ ППО та ВПС ЗС України.
В складі рот і батальйонів формуються окремі мобільні радіолокаційні взводи.
З 2007—2008 років, на базі окремих підрозділів бригади, створюється дослідницький район автоматизованої системи управління авіацією та протиповітряною обороною «Ореанда ПС».
22 липня 2008 року бригаді було присвоєно ім'я Богдана Хмельницького.

### Російсько-українська війна
З 2014 року особовий склад та підрозділи бригади брали участь у російсько-українській війні. Окремі мобільні радіолокаційні взводи, сформовані раніше, у короткі терміни були передислоковані і застосовані для створення радіолокаційного поля ведення бойових дій та операцій.[джерело?]
У 2016 році бригада отримала новітню РЛС українського виробництва «Пелікан».
5 грудня 2016 року генерал-лейтенант Павло Зуєв, командир повітряного командування «Південь» Повітряних сил ЗСУ, від імені Президента України вручив бригаді бойовий прапор частини нового українського зразка.
15 червня 2022 року бригада відзначена почесною відзнакою «За мужність та відвагу».

## Командири в/ч А 1620
- підполковник Клімов Сергій Борисович з 12 березня 1992 р.
- полковник Афанасов Віктор Володимирович.
- полковник Ярославцев Валерій Миколайович.
- підполковник Горло Костянтин Миколайович[5].
- полковник Грицаєнко Сергій Анатолійович
- полковник Риб'янець Олексій Олександрович
- полковник Опря Михайло Миколайович

## Втрати
1. Магац Олександр Михайлович, 02.03.1988, с. Бецилове Роздільнянського району Одеської області. Старший солдат, водій-електрик радіотехнічного та радіолокаційного посту, Загинув 17 лютого 2023 року від підриву на міні біля населеного пункту Безіменне Снігурівського району Херсонської області[6].

## Традиції
22 липня 2008 року бригаді було присвоєно ім'я Богдана Хмельницького. З указу:

| [Присвоїти почесне ім'я бригаді] з метою вшанування пам'яті Богдана Хмельницького — гетьмана України, видатного державного, політичного та військового діяча періоду Національно-визвольної війни українського народу середини XVII століття та враховуючи високий професіоналізм, зразкове виконання поставлених завдань, вагомий внесок у зміцнення боєздатності Повітряних Сил Збройних Сил України особового складу 14 радіотехнічної бригади |
| — Указ N 654/2008 від 22 липня 2008 року |